# Старий Антонін
Старий Антонін (пол. Stary Antonin) — село в Польщі, у гміні Фірлей Любартівського повіту Люблінського воєводства.
Населення — 176 осіб (2011).

## Демографія
Демографічна структура станом на 31 березня 2011 року:
|          | Загалом | Допрацездатний вік | Працездатний вік | Постпрацездатний вік |
| -------- | ------- | ------------------ | ---------------- | -------------------- |
| Чоловіки | 93      | 23                 | 61               | 9                    |
| Жінки    | 83      | 21                 | 43               | 19                   |
| Разом    | 176     | 44                 | 104              | 28                   |